# Championnat de Zurich 2003
La 88e édition de la course cycliste, le Championnat de Zurich a eu lieu le 17 août 2003 et a été remportée par l'Italien Daniele Nardello. Il s'est imposé en solitaire.

## Classement final
| #  | Coureur                  | Équipe                 | Temps              |
| -- | ------------------------ | ---------------------- | ------------------ |
| 1  | Daniele Nardello         | Team Telekom           | en 5 h 55 min 30 s |
| 2  | Jan Ullrich              | Team Bianchi           | à 6 s              |
| 3  | Paolo Bettini            | Quick Step-Davitamon   | à 11 s             |
| 4  | Michael Boogerd          | Rabobank               | m.t.               |
| 5  | Davide Rebellin          | Team Gerolsteiner      | m.t.               |
| 6  | Javier Pascual Rodriguez | iBanesto.com           | m.t.               |
| 7  | Oscar Camenzind          | Phonak Hearing Systems | m.t.               |
| 8  | David Moncoutié          | Cofidis                | m.t.               |
| 9  | Michele Scarponi         | Domina Vacanze-Elitron | m.t.               |
| 10 | Cristian Moreni          | Alessio                | m.t.               |